# پاچانقوتو
پاچانقوتو (به اسپانیایی: Pachanqutu) یک کوه در پرو است که در Peru, Lima Region, Junín Region واقع شده است. پاچانقوتو ۵٬۴۰۰ متر بالاتر از سطح دریا واقع شده است.